# GSC3592-4908
GSC3592-4908 — хімічно пекулярна зоря спектрального класу A0, що має видиму зоряну величину в смузі V приблизно  9,6.

## Пекулярний хімічний склад
Зоряна атмосфера GSC3592-4908 має підвищений вміст 
Si
.